# Spesolimab
Le spesolimab est un médicament utilisé pour traiter une poussée de psoriasis pustuleux généralisé. Il est vendu sous le nom de marque Spevigo.

## Usage médical
Il s'agit d'un anticorps monoclonal qui bloque le récepteur de l'interleukine-36,.
Le médicament est administré par injection progressive dans une veine.

## Effets secondaires
Les effets secondaires de ce médicament comprennent une fatigue, des nausées, des maux de tête, desdémangeaisons, une ecchymose au site d’administration ou des infections des voies urinaires. D'autres effets secondaires peuvent inclure une infection, des réactions allergiques ou des réactions à la perfusion. 

## Histoire
Le médicament  a été approuvé pour un usage médical aux États-Unis en 2022. Son approbation est recommandée en Europe mais n'est pas en cours d'approbation au Royaume-Uni en 2022. Aux États-Unis, le coût par dose s'élève à environ 54 000 dollars en 2022.